# Gare de Saint-Lothain
La gare de Saint-Lothain est une gare ferroviaire française de la ligne de Mouchard à Bourg-en-Bresse, située sur le territoire de la commune de Saint-Lothain, dans le département du Jura, en région Bourgogne-Franche-Comté.

## Situation ferroviaire
Elle se situe sur la ligne de Mouchard à Bourg-en-Bresse, entre les arrêts de Poligny et Domblans - Voiteur, (côté Bourg-en-Bresse) au point kilométrique n° 419,242.

## Services voyageurs

### Services
La gare ne dispose ni de guichet, ni de distributeur de titres de transport. Le point de vente le plus proche est Lons-le-Saunier. La gare possède un parking.

### Desserte

#### TER Bourgogne-Franche-Comté
La gare est desservie par des TER, surtout aux heures de pointe.
| Origine  | Arrêt précédent | Train | Train                       | Train | Arrêt suivant      | Destination                        |
| -------- | --------------- | ----- | --------------------------- | ----- | ------------------ | ---------------------------------- |
| Besançon | Poligny         |       | TER Bourgogne-Franche-Comté |       | Domblans - Voiteur | Lons-le-Saunier ou Bourg-en-Bresse |